# IC 4313
IC 4313 — галактика типу C (компактна галактика) у сузір'ї Волопас.
Цей об'єкт міститься в оригінальній редакції індексного каталогу.